# De oratore
Pour les articles homonymes, voir Orateur (homonymie).
De oratore ou Dialogi tres de Oratore (« Trois dialogues à propos de l'orateur ») est le titre d'un traité de Cicéron publié en 55 av. J.-C. sur la rhétorique et sa pratique, rédigé en latin sur trois livres. Le premier livre est adressé à son frère Quintus Tullius Cicero. Malgré l'importance que Cicéron accordait à son De oratore comme théorie définitive de l'art oratoire, son traité n'eut guère d'influence, et l'enseignement de la rhétorique se basa sur des ouvrages pédagogiques moins exigeants.

## Les manuscrits sources
Cet ouvrage nous a été transmis à travers les siècles par des manuscrits, dont les plus anciens sont les suivants :
- trois manuscrits reproduisant via un intermédiaire inconnu un manuscrit en mauvais état
  - Abrincensis 238 (IXe siècle)
  - Harleianus 2738 (IXe siècle)
  - Erlangensis 848 (Xe siècle)
- un manuscrit contenant le texte complet du De oratore, découvert à Lodi vers 1421, mais disparu en 1428. Plusieurs transcriptions faites entretemps sont disponibles :
  - Ottobonianus 2057
  - Palatinus 1469
  - Vaticanus 2901

Ces trois dernières transcriptions correspondent à une version du De oratore différente de celle reconstituée à partir des manuscrits Abrincensis, Harleianus et Erlangensis. Elle est plus librement traitée, et était probablement à l'usage des rhéteurs et des enseignants médiévaux. L'ensemble permet la restitution actuelle du texte.

## Contenu
Dans ce traité, Cicéron cherche à définir l’éloquence politique et à réfléchir sur l’orateur idéal. Il explique qu'il veut écrire quelque chose de plus mûr et raffiné que le De inventione qu'il a écrit dans sa jeunesse. Il dit à son frère que, sur la base de précédentes conversations avec lui, ils différaient d'avis sur l'importance de l'éloquence : est-ce une capacité naturelle ou faut-il l'apprendre par des exercices ou encore par l'étude approfondie de la théorie ? Aucun de ces facteurs ne lui parait suffire, une formation générale encyclopédique est indispensable, couvrant le droit, l'histoire, la géographie, et surtout la philosophie et la dialectique.

### Forme et protagonistes
Dans une de ses lettres, Cicéron dit qu'il a écrit les trois livres du De oratore à la manière d'Aristote, c'est-à-dire en couvrant l'ensemble de l'ancienne science rhétorique d'Aristote et d'Isocrate, mais en évitant autant que possible les prescriptions scolaires, et en donnant une orientation philosophique, car selon lui la richesse de la philosophie donne à l'orateur tout l'équipement et l'ornementation nécessaire au discours,.
Cicéron adopte une forme rédactionnelle nouvelle pour en faire une œuvre philosophique et littéraire, la première du genre et sous cette présentation à Rome : son ouvrage est une suite de dialogues platoniciens entre les grands orateurs de la génération précédente : Antoine, Crassus et Scaevola l'Augure, beau-père de Crassus. Scaevola est ensuite remplacé par Catulus et son frère utérin César Strabon. Ils s'entretiennent avec Sulpicius et Cotta, jeunes débutants avides de s'instruire auprès d'hommes d'expérience. Les conversations se déroulent sur trois jours dans la villa de campagne de Crassus à Tusculum, dans le jardin à l'ombre d'un platane, et se situent en 91 av. J.-C. La forme dialoguée sert une expression plus libre et plus attrayante qu'un simple exposé scolaire, et permet de faire le tour des questions en exprimant différents points de vue.

### Livre I
Dans le préambule, Cicéron dédie son ouvrage à son frère Quintus, présente l'objet du traité, établir ce qu'est la véritable éloquence en rapportant l'avis des meilleurs orateurs romains, Crassus et Antoine (livre I, 1-24).
Avant d'entrer dans les parties plus techniques, le débat porte sur les talents indispensables pour être un bon orateur. Crassus et Antoine s'opposent sur la question de la formation générale, en particulier la connaissance du droit et de la philosophie. Antoine doute de leur nécessité, Crassus rétorque que leur absence rabaisse l'orateur au rang de simple technicien de la parole.
Pour Crassus, l'orateur doit avoir une excellente formation culturelle, politique et philosophique, et la compléter par la maîtrise de l'expression verbale et corporelle, afin de susciter de fortes émotions pour emporter l'adhésion de l'auditoire. Crassus recommande même aux jeunes étudiants de l'éloquence de prendre des leçons de diction et d’expression auprès des acteurs pour produire le meilleur effet au cours d'un procès (livre I, 30-74). Si Antoine admet l'utilité d'un léger vernis philosophique, il rejette la recherche de mots complexes et d’arguments trop compliqués. Pour lui qui improvisait ses discours en public, même s’il les avait mémorisés auparavant, le talent d'orateur repose principalement sur sa capacité à improviser, fruit de la pratique, et ses dons naturels, surtout s’il est contesté ou interrompu au cours de sa prestation (livre I, 80-96).
Sulpicius et Cotta prient alors Crassus de leur expliquer son art de parler (livre I, 96-107). Crassus développe alors les qualités exigées pour l'orateur, en plus de la seule technique : dons naturels, apprentissage zélé, pratique d'exercices de déclamation, de composition écrite et de mémorisation, lecture d'œuvres littéraires, traductions d'ouvrages grecs, étude du droit civil et de l'histoire (livre I, 107-204). On demande l'avis d'Antoine, qui minimise point par point les exigences formulées par Crassus. Il n'est pas nécessaire de s'investir dans la politique ou la philosophie, l'art du discours est essentiellement judiciaire, pour cela une connaissance générale du droit suffit, et si besoin, on consultera les spécialistes compétents (livre I, 209-262).
Crassus clôt la journée en réaffirmant sa vision de l'orateur plus large que l'artisan de tribunal décrit par Antoine, et amorce l'entretien du lendemain en proposant à Antoine d'exposer les règles de son art. Scaevola qui s'est cantonné à quelques répliques de transition, doit les quitter car il est pris par une autre invitation (livre I, 262-265).

### Livre II
Dans son préambule, Cicéron rappelle les qualités oratoires de Crassus et d'Antoine, qu'il a côtoyé dans sa jeunesse (livre II, 1-12).
Le lendemain, les protagonistes, auxquels se sont joints les frères Catulus et Caesar Strabon, abordent la rhétorique proprement dite (livre II, 12-28). Antoine traite la première étape du travail rhétorique, l'inventio, (francisé en invention) ou recherche des éléments et des arguments qui seront le matériau du discours. Après avoir critiqué les règles scolaires de la rhétorique grecque (livre II, 65-85), Antoine propose une structuration originale selon les divers types de cause (livre II, 85-114). Il définit les objectifs du discours : enseigner (docere) ou prouver (probare), se concilier les auditeurs (conciliare), susciter leurs émotions (movere) (livre II, 114-216).
Antoine donne alors la parole à un spécialiste de la plaisanterie, César Strabon, pour développer l'utilisation de l'humour en rhétorique (livre II, 53-91) : selon Stroh, ce dernier énonce la théorie du comique la plus détaillée qui nous soit parvenue.
Antoine présente ensuite la dispositio, ou élaboration du plan du discours qui organise les éléments recueillis lors de l'invention, selon le type de discours, judiciaire et ses diverses parties, puis délibératif et démonstratif (livre II, 307-350). Antoine termine plus rapidement par la memoria, technique de mémorisation du discours (livre II, 350-361).
Après avoir remercié Antoine pour sa contribution, les protagonistes s'accordent une pause pour une sieste d'après midi (livre II, 361-367).

### Livre III
Crassus complète la présentation faite la veille par Antoine par l'exposé des deux autres éléments clés de l'art oratoire: l’elocutio et surtout l’actio.
L’elocutio, ou expression verbale, permet à un orateur de se démarquer des autres par son style et son langage plus développé et plus recherché. Après avoir affirmé qu'il n'y a pas de style exemplaire mais une multiplicité de styles individuels comme celui d'Isocrate, celui de Lysias, celui de Démosthène, tous appréciables, Crassus explique les quatre vertus du style définies par Théophraste : correction de la langue, clarté de l'énoncé, ornementation et élégance de la forme et adéquation (livre III 37-51 et 96-108).
La réflexion sur l'ornementation est l'occasion pour Cicéron de reformuler par la bouche de Crassus sa thèse sur l'unité nécessaire de l'éloquence et de la sagesse (sapientia), c'est-à-dire la philosophie, qui donne à l'orateur l'arsenal de pensées pour parler le plus efficacement possible (livre III 56-95).
Dans une autre digression, Crassus insiste sur la nécessaire étendue du savoir de l'orateur (livre III 120-143). Puis il analyse les divers ornements du discours, c'est-à-dire le choix des mots, la construction des phrases, leur rythme, les figures de styles et l'adaptation de ces effets selon le type de cause et l'auditoire (livre III 148-212).
L’actio étudie la façon de prononcer le discours devant le public, point essentiel selon Démosthène : le ton, la gestuelle, les effets de physionomie de l'orateur, la voix concourent à apporter du sentiment au discours et peuvent emporter l'adhésion de l'auditoire, même de la part d'un orateur médiocre pour la composition de ses arguments (livre III 213-227).

### Traductions
- Cicéron, De oratore, trad. M. Nisard, 1869, Paris, lire en ligne
- Cicéron (trad. du latin par Edmond Courbaud), De l'Orateur, t. I, Paris, Les Belles Lettres, 1985 (1re éd. 1922), 264 p. (ISBN 2-251-01045-9, BNF 37374926)
  - t. II, trad. Edmond Courbaud,  (ISBN 2251010467), 320 pages
  - t. III, trad. Henri Bornecque et Edmond Courbaud,  (ISBN 2251010475), 203 pages

### Ouvrages généraux
- Pierre Grimal, Cicéron, Fayard, 1986 (ISBN 978-2-213-01786-0).
- Laurent Pernot, La Rhétorique dans l'Antiquité, Paris, Librairie Générale Française, coll. « Le Livre de poche / Antiquité », 2000, 351 p. (ISBN 2-253-90553-4)
- Wilfried Stroh (trad. de l'allemand par Sylvain Bluntz), La puissance du discours. Une petite histoire de la rhétorique dans la Grèce antique et à Rome, Paris, Les Belles Lettres, 2010, 514 p. (ISBN 978-2-251-34604-5)

### Articles
- Marcel Orban, « Réhabilitation de la parole dans le « De Oratore » de Cicéron », L'antiquité classique, t. 19, no 1,‎ 1950, p. 27-44 (DOI 10.3406/antiq.1950.2900, lire en ligne).